# Commer
Commer — британский производитель коммерческих и военных автомобилей, действующий с 1905 по 1979 год.

## История
Компания Commer была зарегистрирована в сентябре 1905 года. Компания производила малотоннажные грузовые автомобили, омнибусы, шарабаны и пожарные автомобили.
В 1920 году компания проходила реставрацию. В 1926 году компания Commer была куплена компанией Humber, которая в 1931 году стала дочерней компанией Rootes Group.
В 1970-х годах название Commer было заменено названием Dodge. Автомобили Commer оснащались дизельными двигателями внутреннего сгорания Rootes TS3, Commer Knocker, Perkins, Cummins и Mercedes-Benz.

## Грузовые автомобили

### Commer N/LN
Автомобили Commer N/LN выпускались с 1935 по 1938 год. Они использовались вооружёнными силами Великобритании во время Второй мировой войны.

### Commer Superpoise (Q-series)
Автомобили Commer Superpoise были представлены в 1939 году. Конкурентами моделей являлись Leyland и Bedford. Производство завершилось в 1961 году.

## Автобусы
Компания Commer выпускала автобусы с 1909 по 1954 год. В Уиднес было поставлено 4 автобуса.

## LCV
Компания Commer производила также пикапы и фургоны Dodge Spacevan и Dodge Walk-Thru.

## Галерея

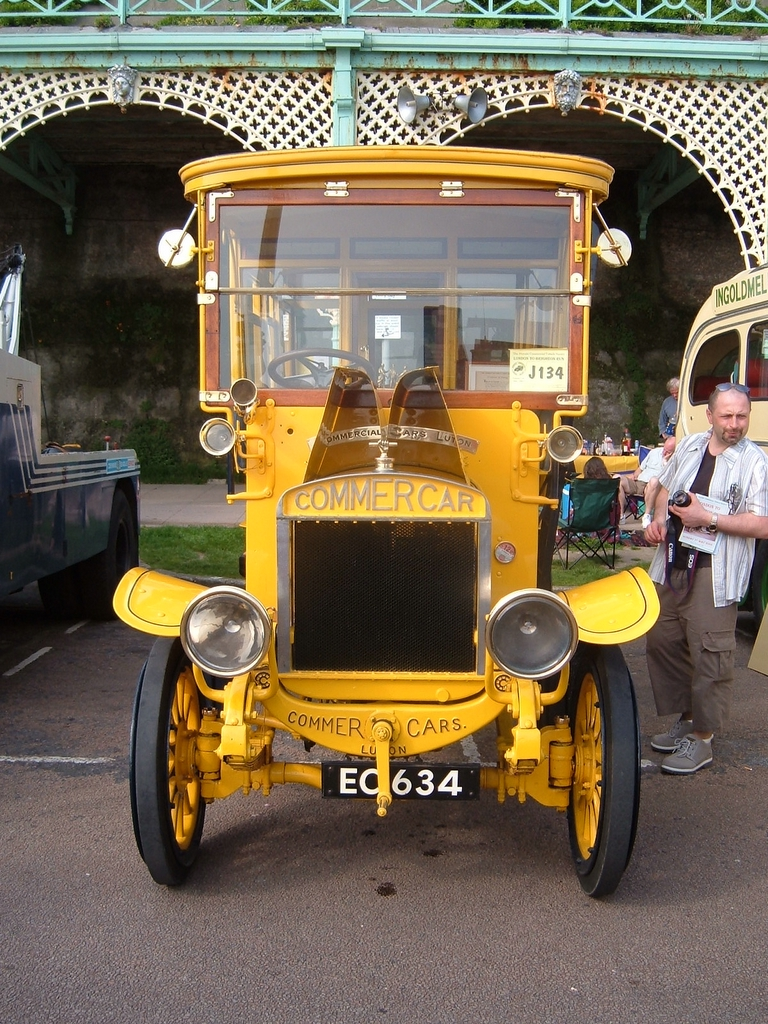
Commer bus
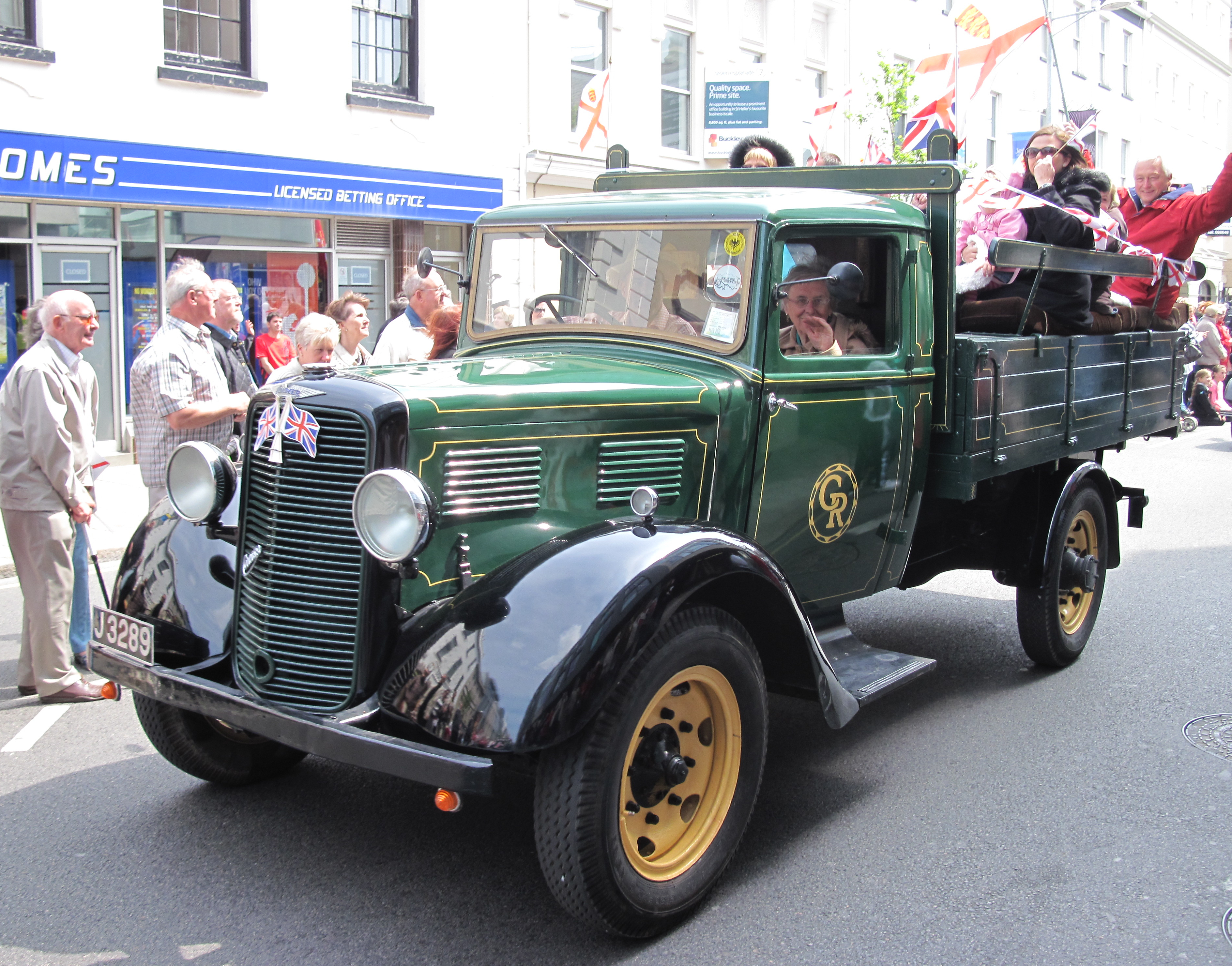
Commer N1
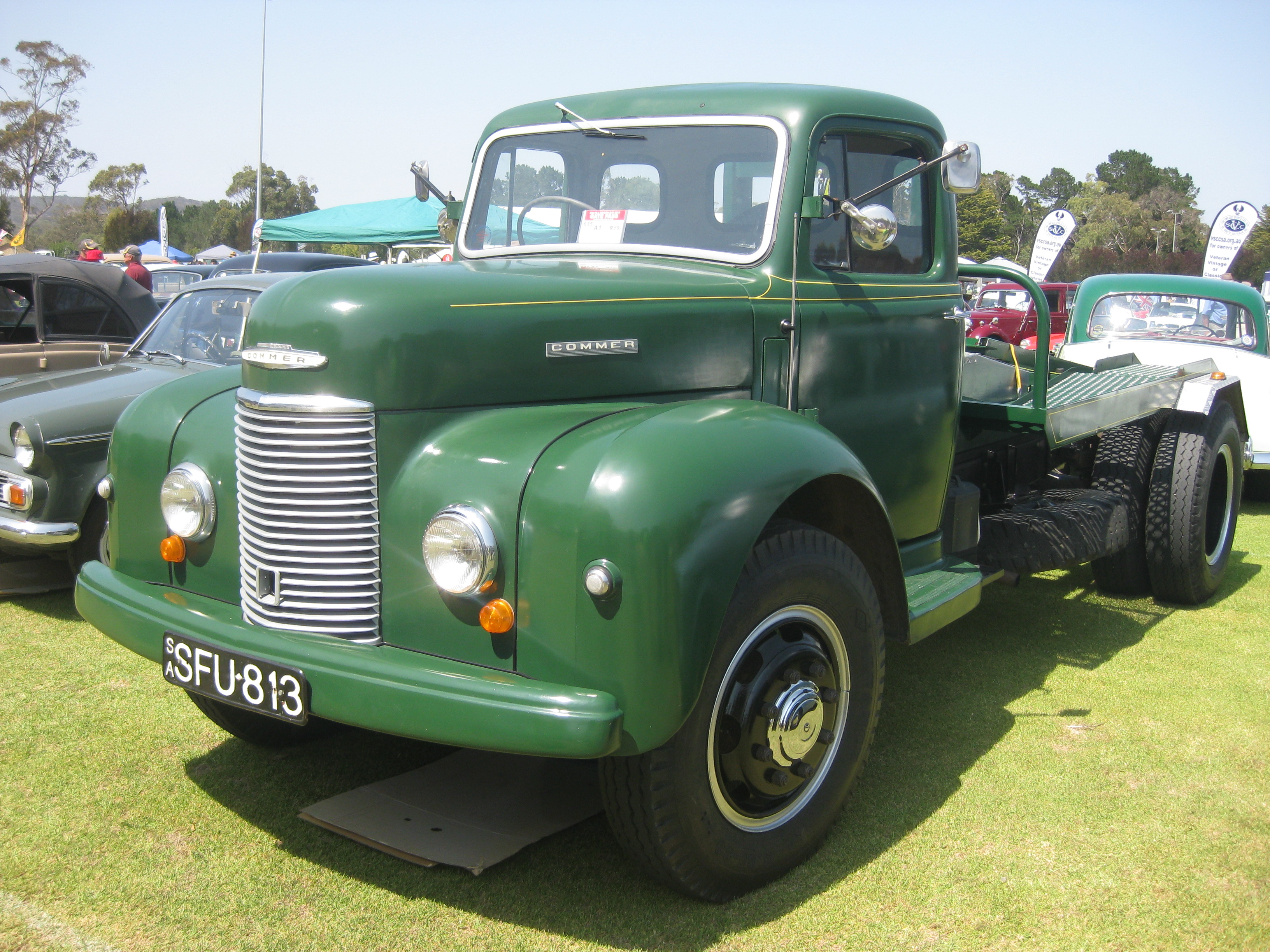
Commer Superpoise
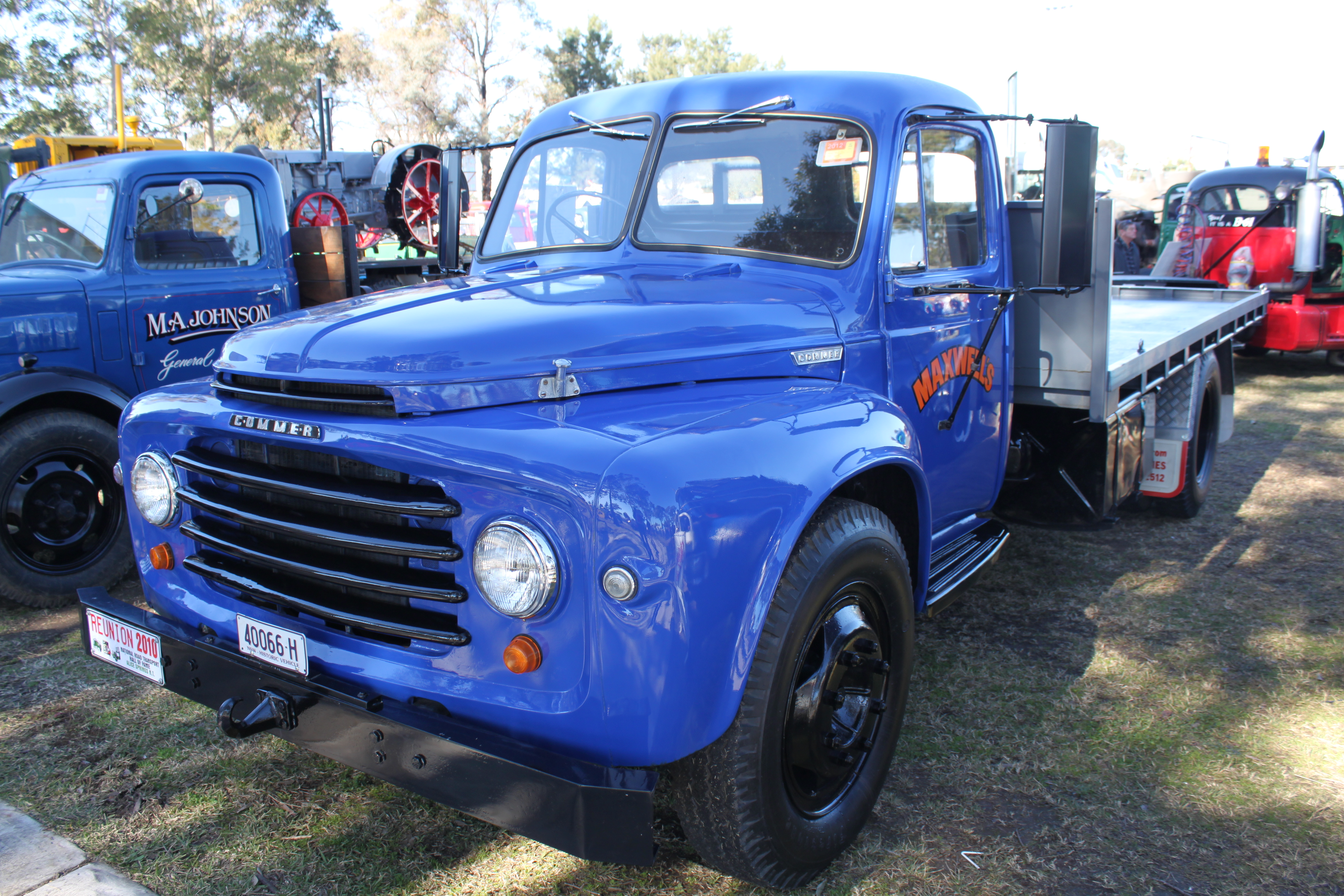
Commer Superpoise
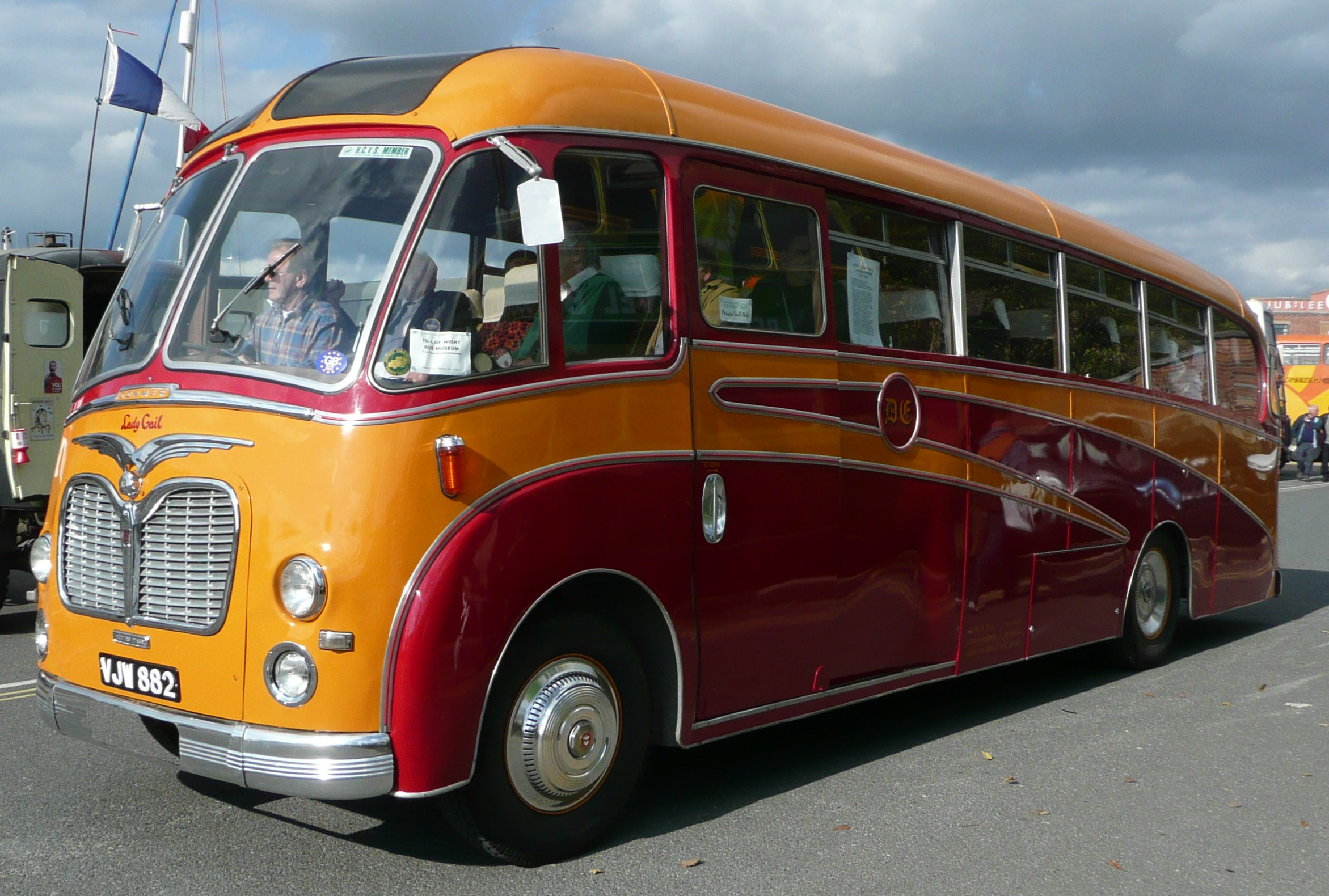
Автобус с двигателем Commer TS3
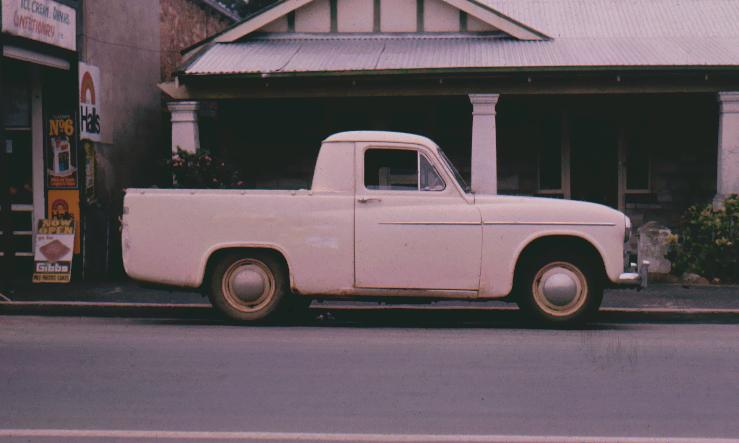
Пикап
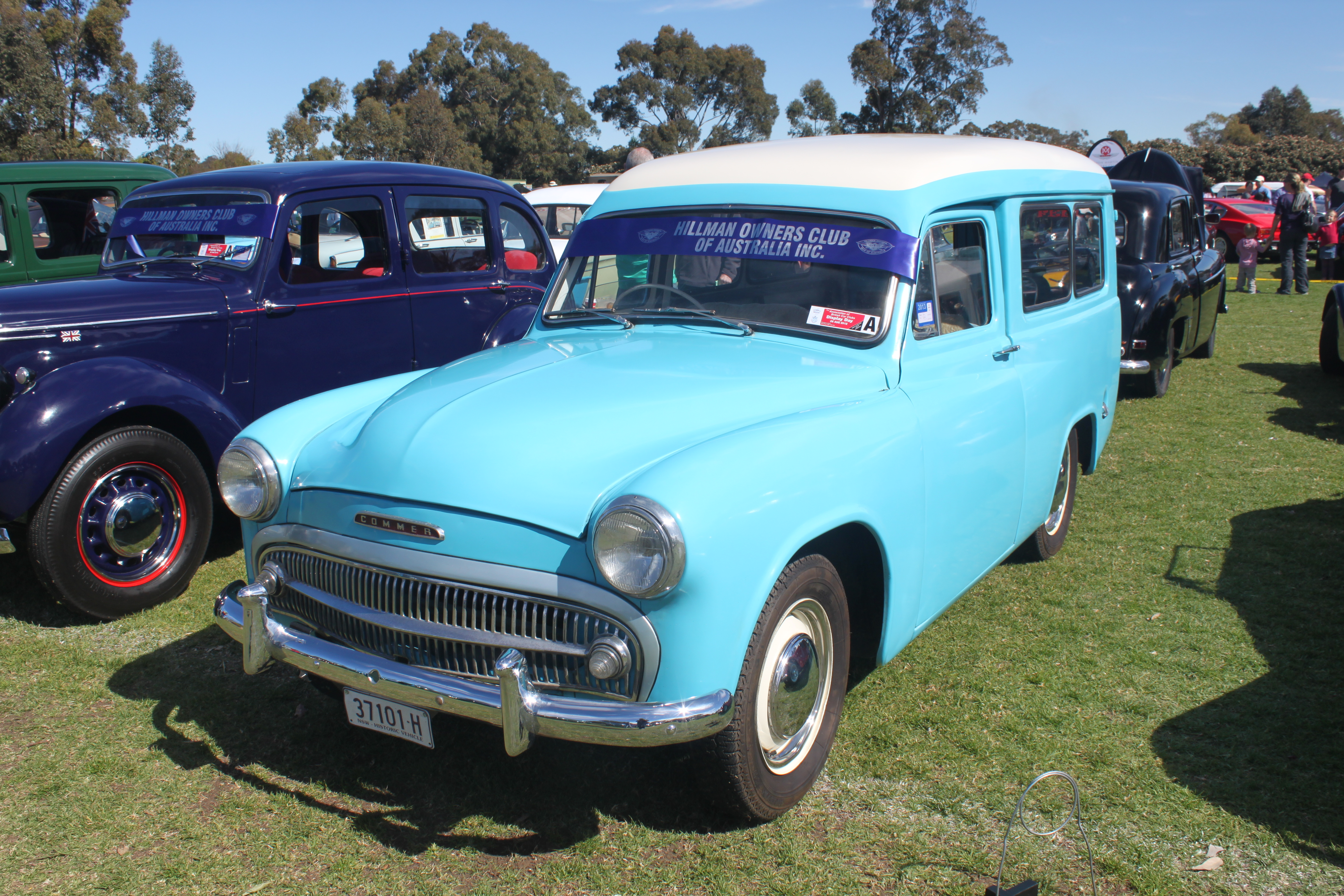
Commer Express
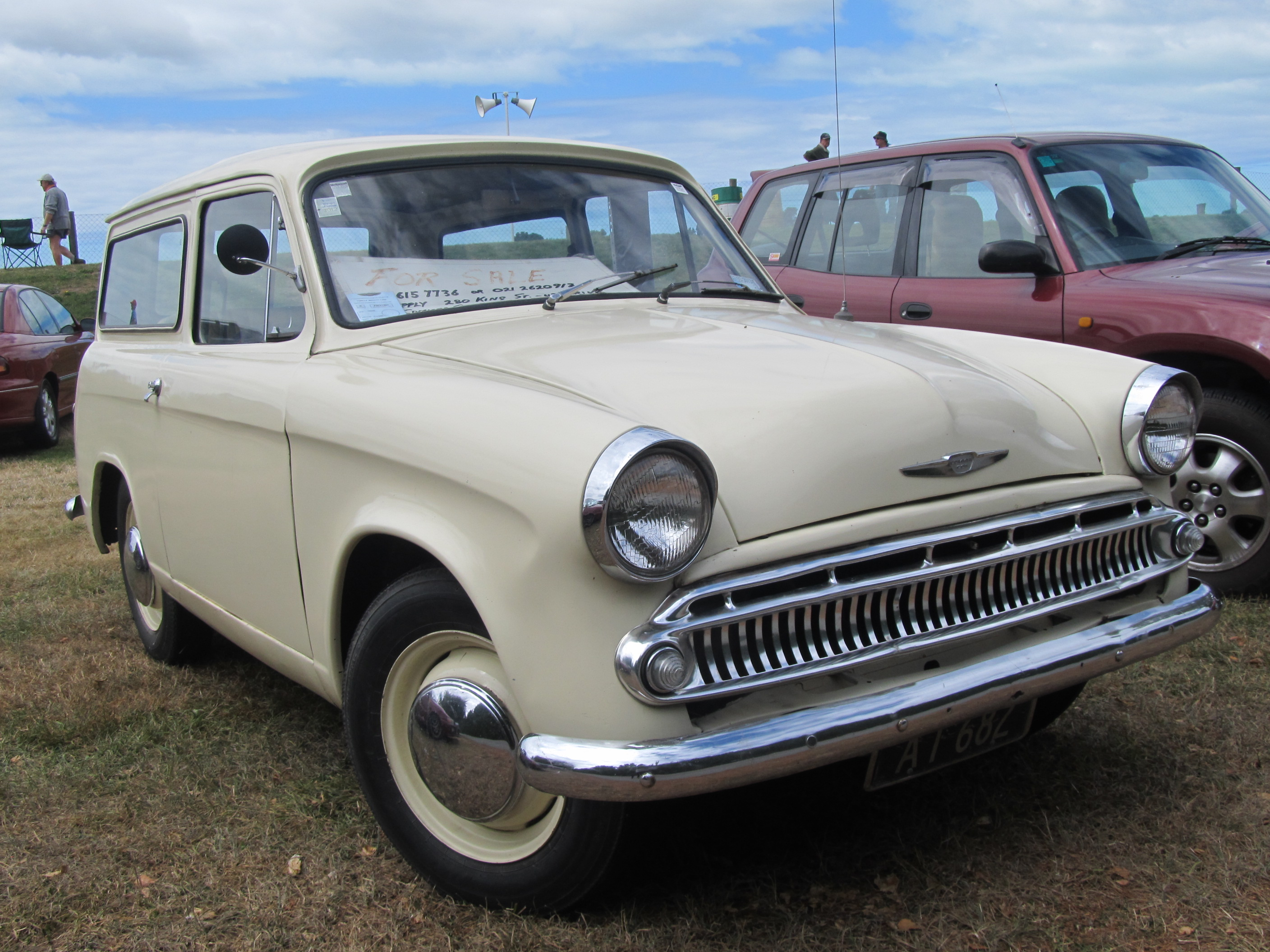
Commer Cob
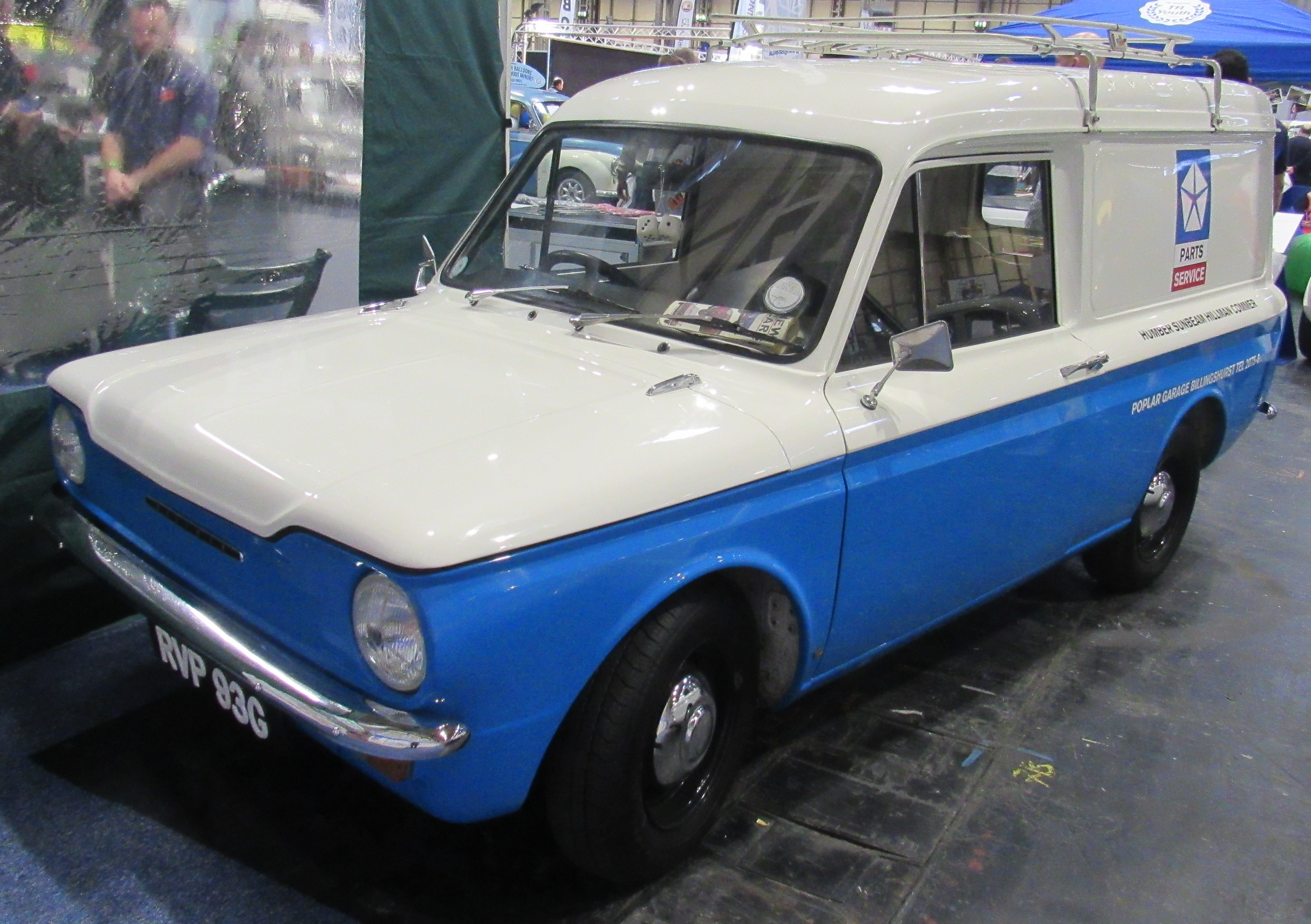
Hillman Imp
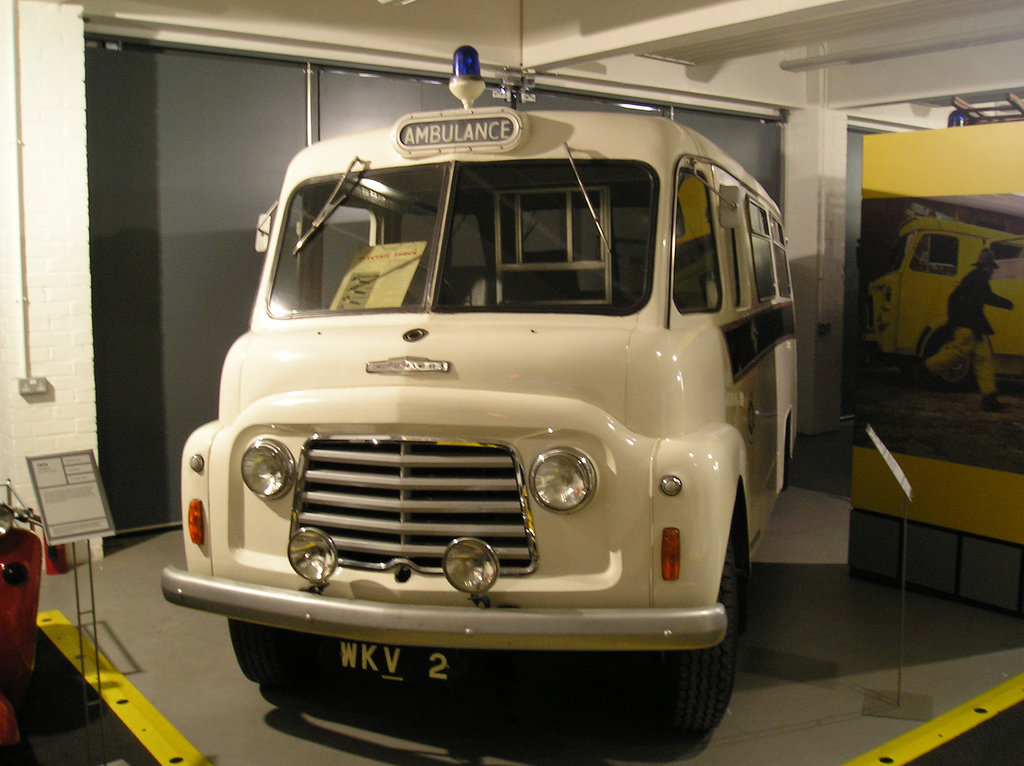
Commer BF
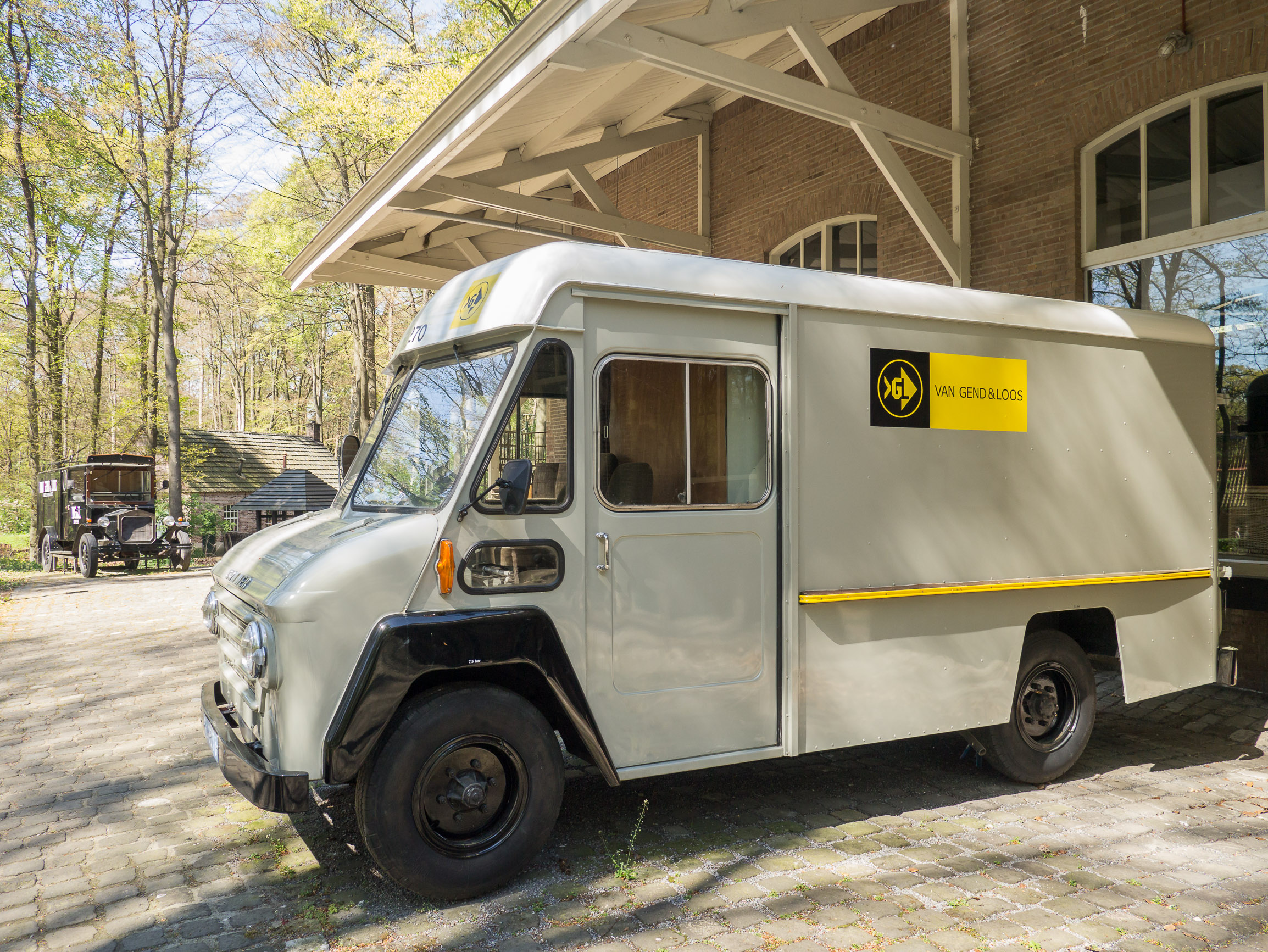
Commer Walk-Thru
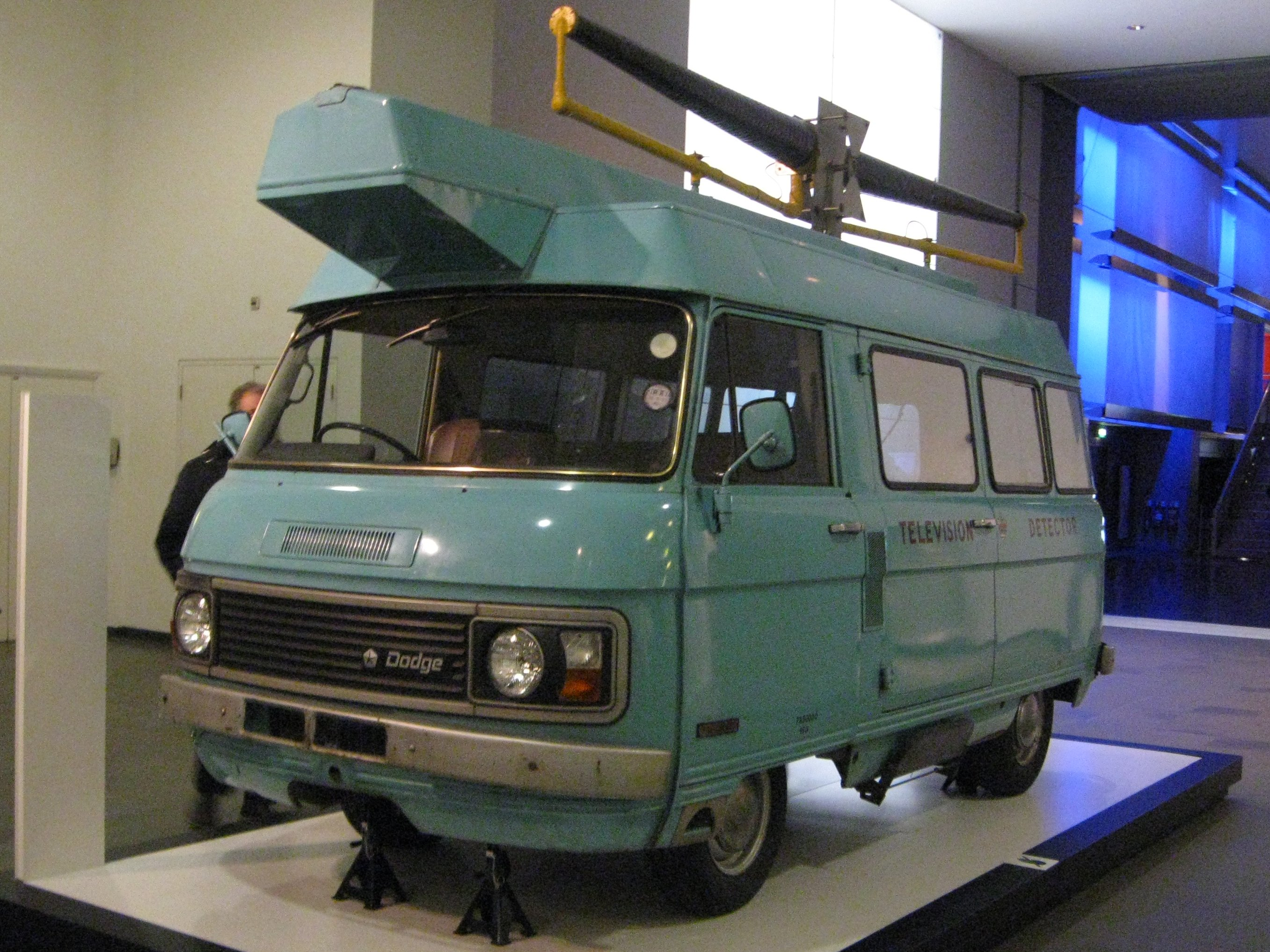
Dodge SpaceVan
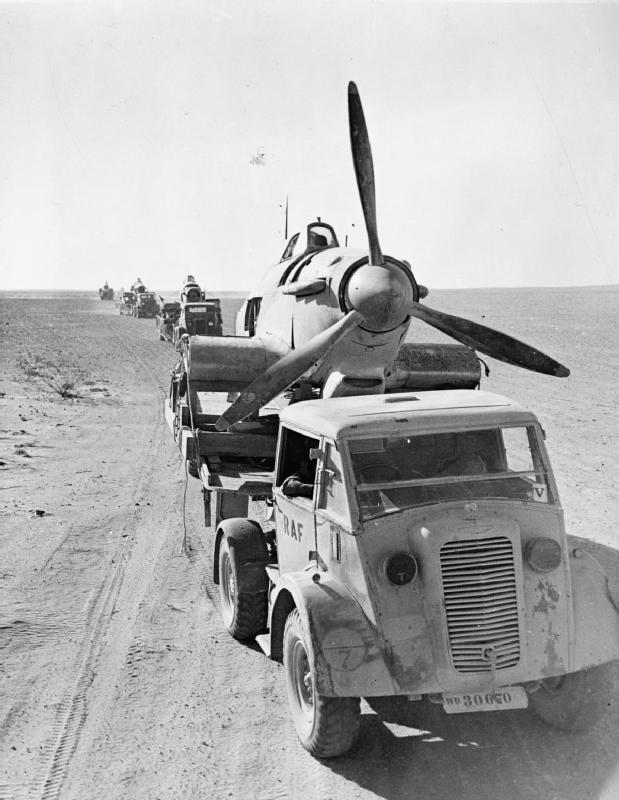
Commer Q2
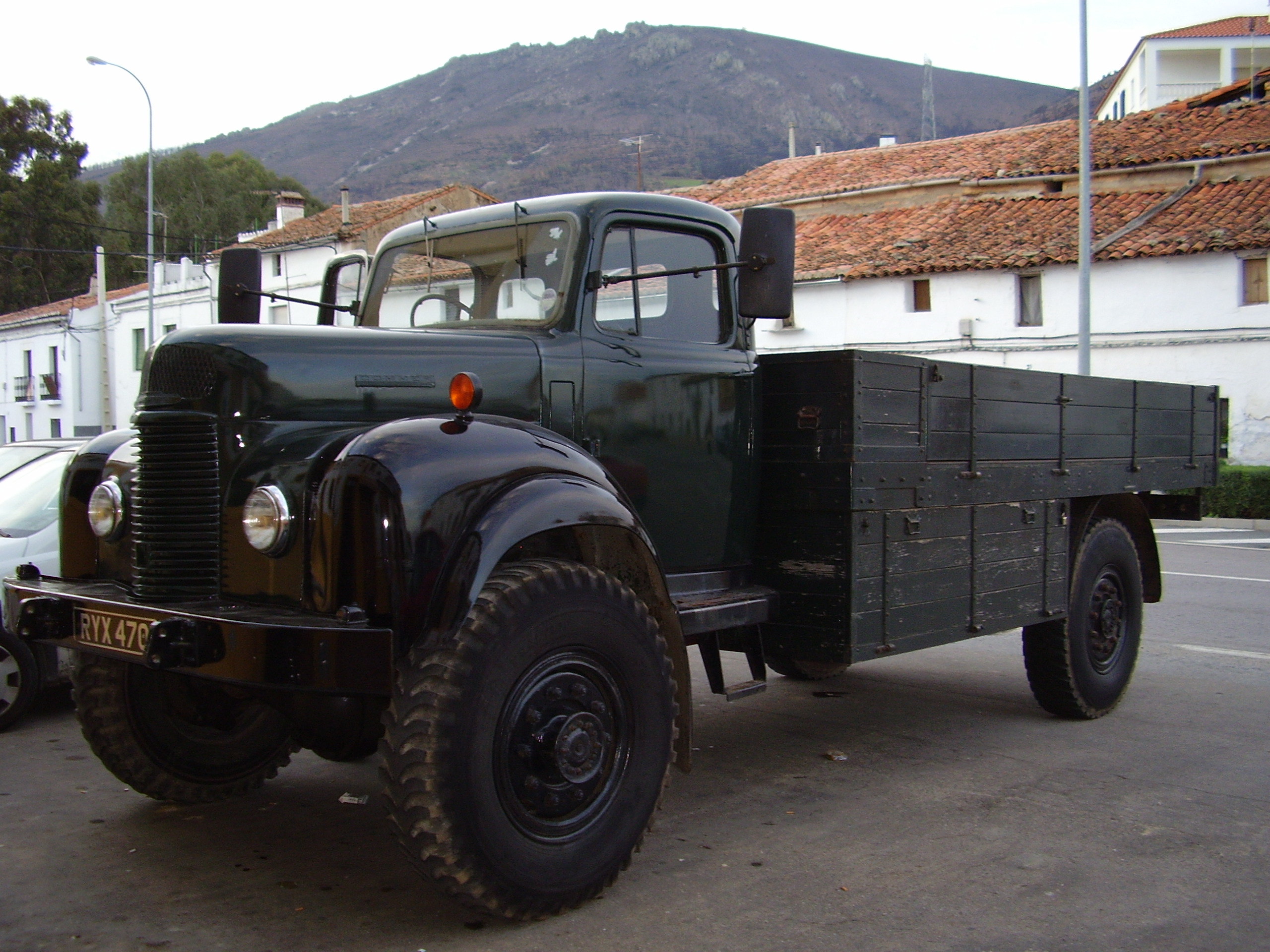
Commer Q4
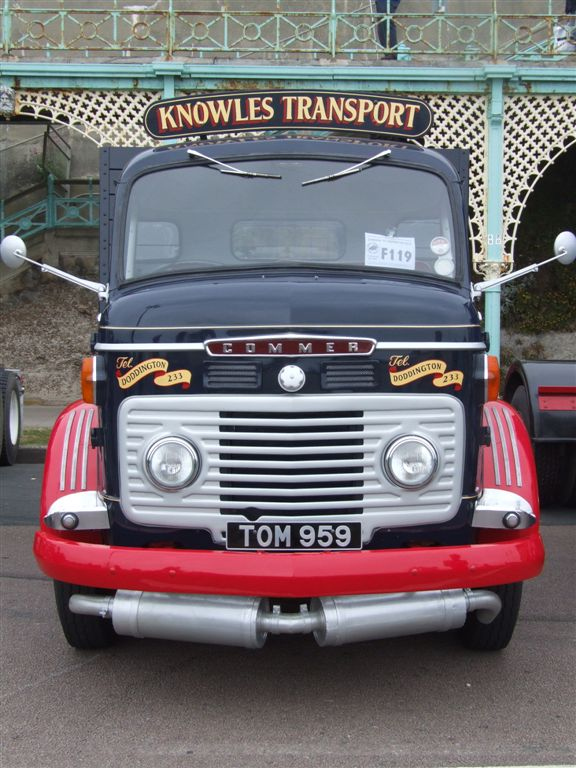
Тягач
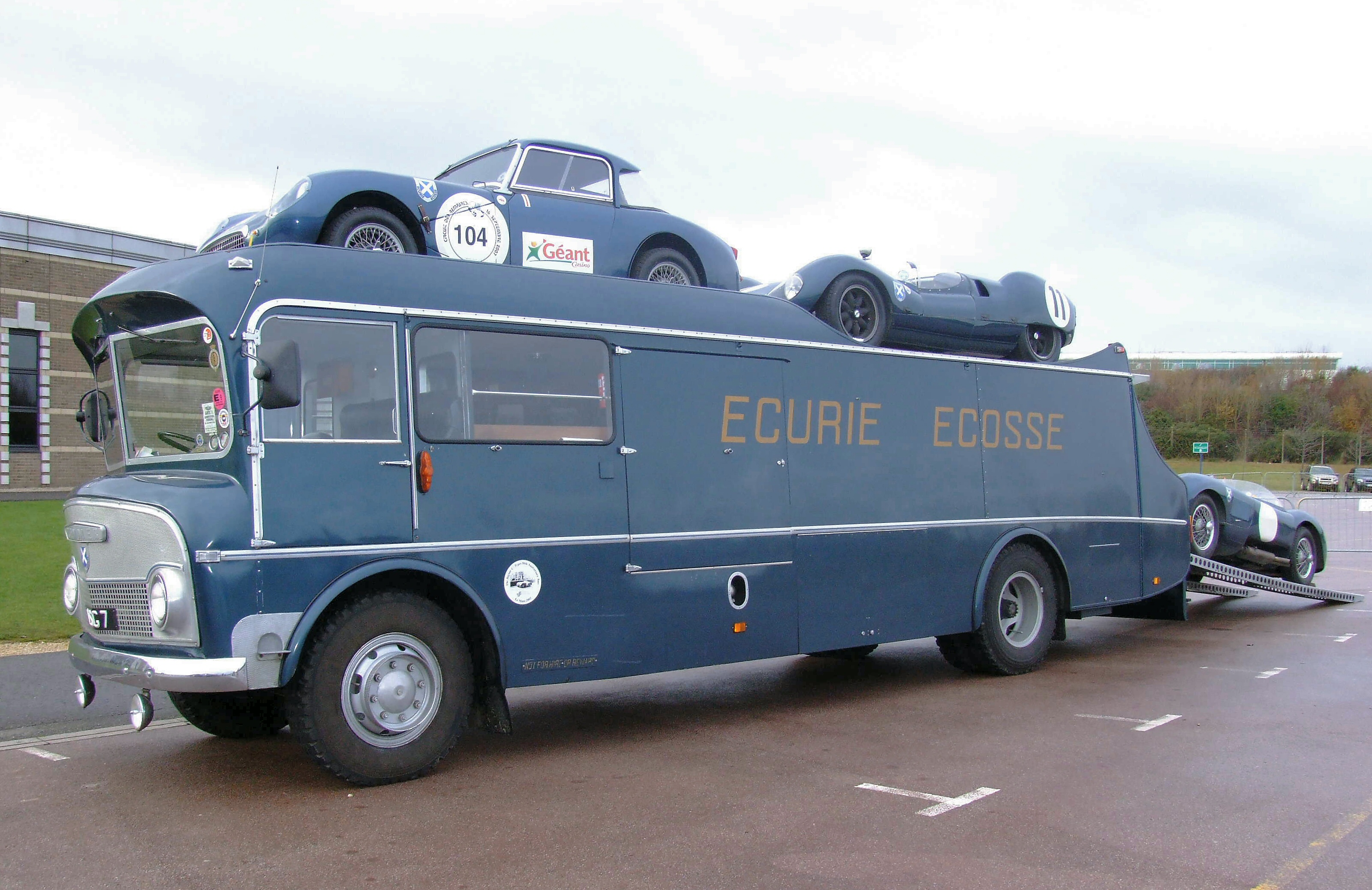
Ecurie Ecosse Car Transporter
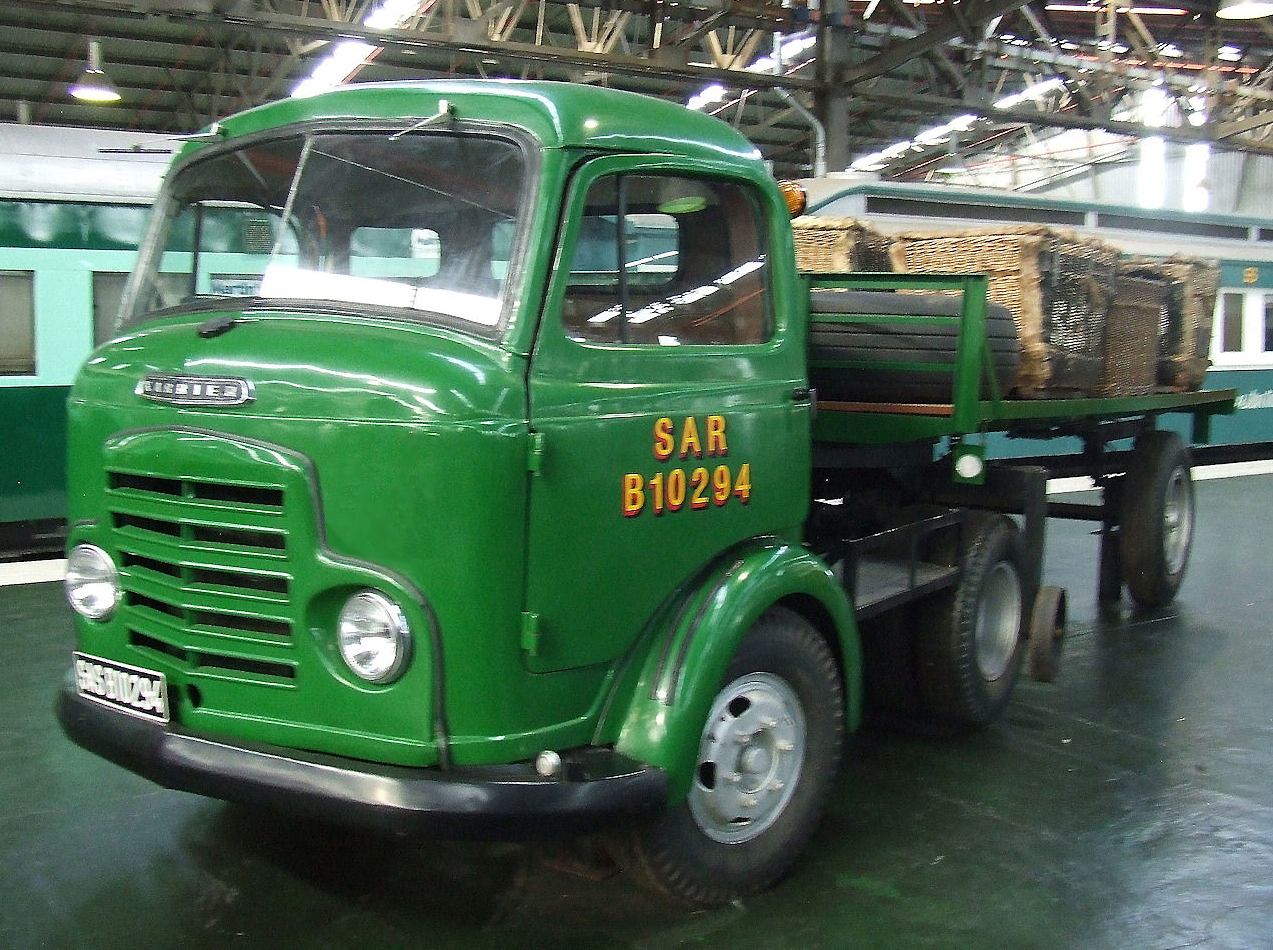
Karrier Bantam
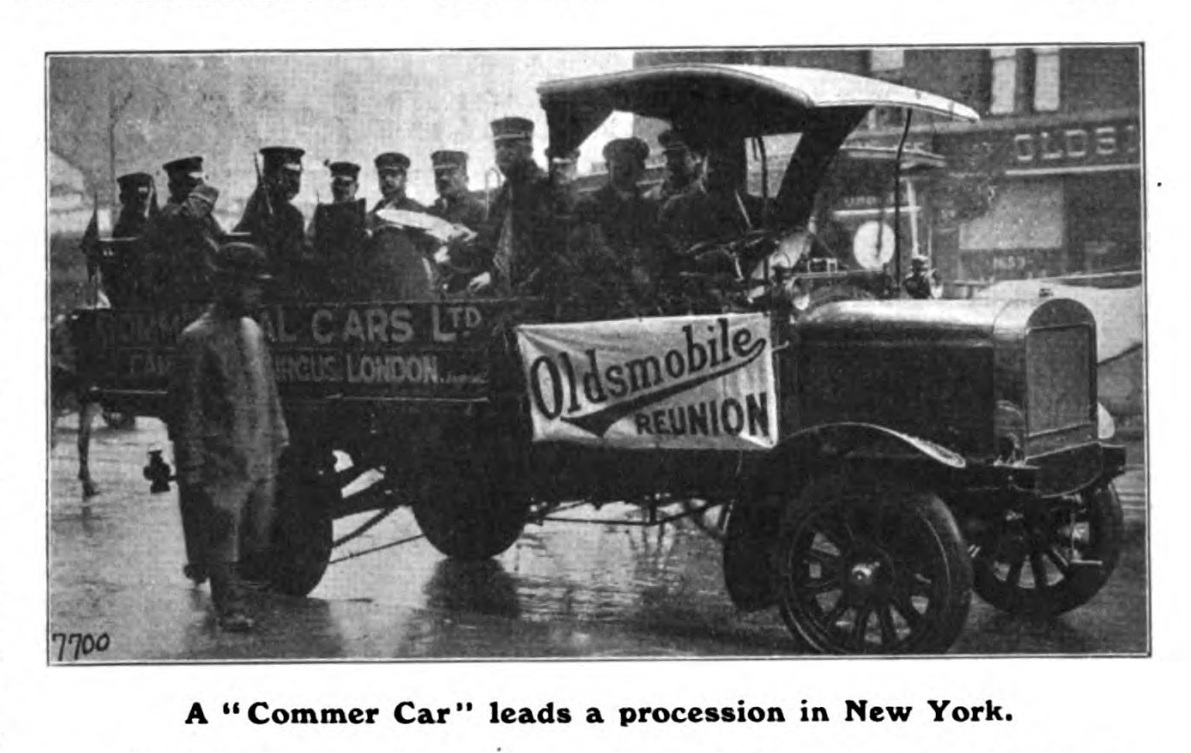
Commer